# Chionomys
Chionomys es un género de mamíferos roedores de la familia Cricetidae. Incluye tres especies de topillos nativos de Eurasia.

## Especies
- Chionomys gud, (Satunin, 1909)
- Chionomys nivalis, (Martins, 1842)
- Chionomys roberti, (Thomas, 1899)